# EKG2
EKG2 – oparty na wtyczkach komunikator internetowy dla systemów uniksowych (Linux, BSD).
Oprogramowanie obsługuje różne protokoły, m.in. XMPP (Jabber z obsługą GTalka, Tlena i Facebook Chatu), Gadu-Gadu (przy zastosowaniu biblioteki libgadu), IRC, rozpowszechniane jest na licencji GPL.
Oparta na wtyczkach budowa umożliwia korzystanie z różnych interfejsów użytkownika:
- graficznych: w oparciu o GTK 2,
- konsolowych: oparty na ncurses, oparty na readline.

EKG2 zapoczątkowane zostało przez Wojtka Kaniewskiego (autora EKG), jednakże jego aktualna budowa sprawia, że poza wyglądem i obsługą protokołu gadu-gadu ma coraz mniej wspólnego ze swoim poprzednikiem.
Pomimo że EKG2 jest rozwijane od roku 2003, jego pierwsza wersja została wydana dopiero w roku 2007.